# Constantin Apostol
Constantin Apostol (n. 18 august 1903, Săgeata, România – d. 1995) a fost fotbalist la  Vârtejul Buzău și Locotenent-Colonel, component al lotului militar național de echitație.
În perioada 1933-1940 a participat la diverse concursuri naționale și internaționale, câștigător a numeroase trofee la  Nisa, Napoli, Roma, Florența, Berlin, Londra, printre care și Premiul II -Salatiera de argint la Aachen, la Olimpiada din 1936.
După retragerea în rezervă, în 1949 a devenit antrenor de hipism pentru diverse școli, cluburi sportive și pentru lotul național de obstacole.